# NGC 7434
NGC 7434 é uma galáxia elíptica (E-S0) localizada na direcção da constelação de Pisces. Possui uma declinação de -01° 11' 00" e uma ascensão recta de 22 horas, 58 minutos e 21,4 segundos.
A galáxia NGC 7434 foi descoberta em 27 de Julho de 1864 por Albert Marth.